# Amarillo by Morning
Amarillo by Morning é uma canção de música country composta por Terry Staford e Paul Fraser, lançada em 1973 no álbum Say, Has Anybody Seen My Sweet Gypsy Rose, de Terry Staford. A canção tem como tema a cidade Amarillo, Texas nos Estados Unidos. Foi composta por Terry, após um rodeio e depois dele dirigir de volta à sua cidade: Amarillo.
O único single do álbum Say, Has Anybody Seen My Sweet Gypsy Rose havia sido lançado anteriormente em 7 de junho de 1973, mas, com o sucesso de Amarilllo by Morning, foi relançado em 4 de outubro do mesmo ano.

## Faixas
| Amarillo by Morning |                                             |                              |         |  |
| N.º                 | Título                                      | Compositor(es)               | Duração |  |
| 1.                  | "Amarillo By Morning"                       | Terry Stafford e Paul Fraser | 2:28    |  |
| 2.                  | "Say, Has Anybody Seen My Sweet Gypsy Rose" | Irving Levine e Russel Brown | 2:51    |  |
| Duração total:      | Duração total:                              | Duração total:               | 5:19    |  |

## Legado
Hoje é uma das mais populares canções country. Em 1983, o cantor country George Strait regravou a canção.
A versão feita em 1975 pelo cantor country americano Chris LeDoux fez parte do documentário de mesmo nome que fala sobre a vida de jovens aspirantes a cowboys profissionais dirigido por Spike Jonze em 1998.

## Versão de Zé Ramalho
"Entre a Serpente e a Estrela" é uma canção do cantor brasileiro Zé Ramalho. Ela é uma versão composta em português pelo compositor Aldir Blanc para a canção "Amarillo By Morning" do cantor norte-americano de música country Terry Stafford, em parceria com Paul Fraser .
A música foi gravada no álbum Frevoador e ajudou-o a ultrapassar a barreira de 1 milhão de cópias. Foi também uma das músicas mais tocadas em 1992, alcançando o topo das paradas de sucesso.
A canção foi utilizada na trilha sonora da novela Pedra Sobre Pedra, como tema de Pilar Batista (Renata Sorrah) e Murilo Pontes (Lima Duarte). Também faz parte da trilha sonora da novela O Sétimo Guardião como tema geral.

## Regravações
Abaixo uma lista de artistas que regravaram esta canção:
- Marcelo & Resende - A dupla sertaneja regravou esta canção no álbum Recomeçar, de 2009.[7]
- Léo Junior - O cantor regravou a canção no álbum Uma Vez Mais, de 2009.
- Landau - o cantor regravou a canção no álbum Duetos e Versões Acústicas, de 2013.